# Rainbow: Nisha Rokubō no Shichinin
Rainbow: Nisha Rokubō no Shichinin (RAINBOW 二舎六房の七人) es un manga escrito por George Abe e ilustrado por Masasumi Kakizaki.
El manga fue adaptado a una serie anime por Madhouse, bajo la dirección de Hiroshi Kōjina, y se comenzó a transmitir el 6 de abril de 2010.

## Argumento
En 1955, un grupo de seis adolescentes son enviados a un reformatorio, donde el sufrimiento y la humillación son el pan de cada día. La historia sigue sus vidas y cómo deben aprender a hacer frente a las atrocidades e injusticias que allí encuentran. Un joven que ya residía ahí cuando los adolescentes llegaron actúa como su mentor, enseñándoles sobre la amistad y los guía a través de las dificultades.

## Anime
La serie fue adaptada por Madhouse, bajo la dirección de Hiroshi Kōjina, contando con 26 episodios, y se comenzó a transmitir el 6 de abril de 2010.
El opening, "We're not alone", pertenece al grupo Coldrain, mientras que el ending, titulado "A FAR-OFF DISTANCE", es obra de Galneryus